# Guido Conti
Œuvres principales
Il coccodrillo sull'altare
I cieli di vetro
Guido Conti, né le 24 janvier 1965 à Parme en Italie, est un écrivain italien.

## Œuvre
- Della pianura e del sangue, éd. Guaraldi, 1995
- Sotto la terra il cielo, éd. Guaraldi, 1996
- Il coccodrillo sull'altare, éditions Guanda, 1998 – prix Chiara et prix Stresa 1998
- I cieli di vetro, éd. Guanda, 1999 – sélection finale du prix Campiello 1999
- Il taglio della lingua, éd. Guanda, 2000
- La piena e altri racconti, éd. Monte Università Parma, 2003
- Un medico all'opera, éd. Guanda, 2004 – prix Frignano et prix Fiesole 2005
- Il tramonto sulla pianura, éd. Guanda, 2005
- La palla contro il muro, éd. Guanda, 2007
- Le mille bocche della nostra sete, éditions Mondadori, 2010
- Il grande fiume Po: una storia da raccontare, éd. Mondadori, 2012
- Il volo felice della cicogna Nilou, éditions Rizzoli, 2014
- Arrigo Sacchi Calcio totale La mia vita raccontata a Guido Conti, éd. Mondadori 2015
- Nilou e i giorni meravigliosi dell'Africa, éd. Rizzoli, 2015
- Tra la via Emilia e il Po, éd. Libreria Ticinum, 2015.